# Machine à vapeur
Ne doit pas être confondu avec Turbine à vapeur.

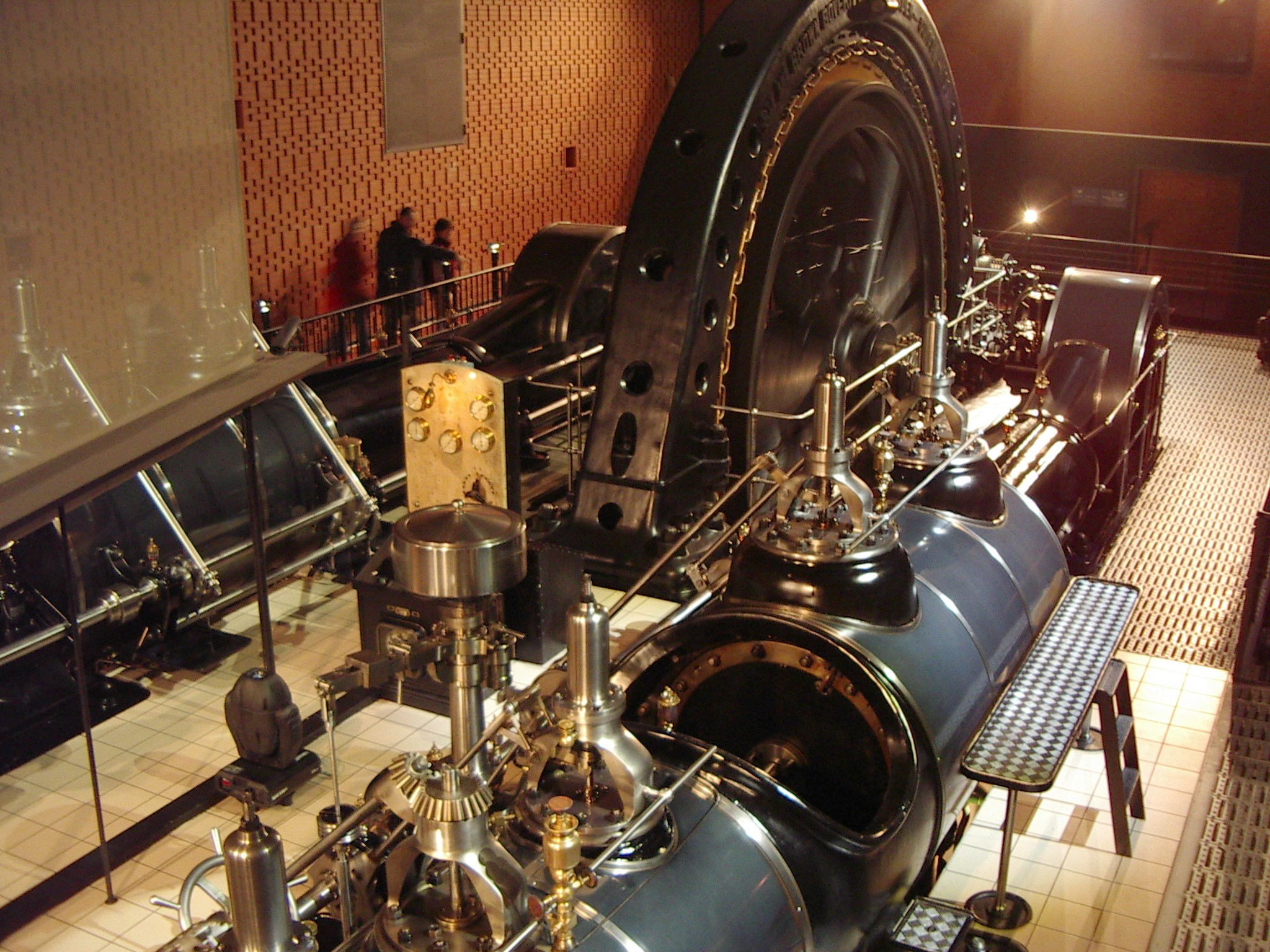
La machine à vapeur Sulzer et l'alternateur Brown Boveri en fonctionnement continu à Electropolis (Mulhouse), plus grand musée d'Europe consacré à l'électricité.

La machine à vapeur est un moteur à combustion externe qui transforme l'énergie thermique de la vapeur d'eau (produite par une ou des chaudières) en énergie mécanique. Les évolutions les plus significatives de cette invention datent du XVIIIe siècle.
Comme première source d'énergie mécanique maîtrisée par l'homme (contrairement à l'énergie hydraulique, marémotrice ou éolienne qui nécessitent des sites spéciaux et que l'on ne peut actionner facilement à la demande), elle a une importance majeure lors de la révolution industrielle. Au XXe siècle, elle est supplantée par la turbine à vapeur, la turbine à gaz, le moteur électrique et le moteur à combustion interne pour fournir de l'énergie mécanique ou électrique.

## Histoire

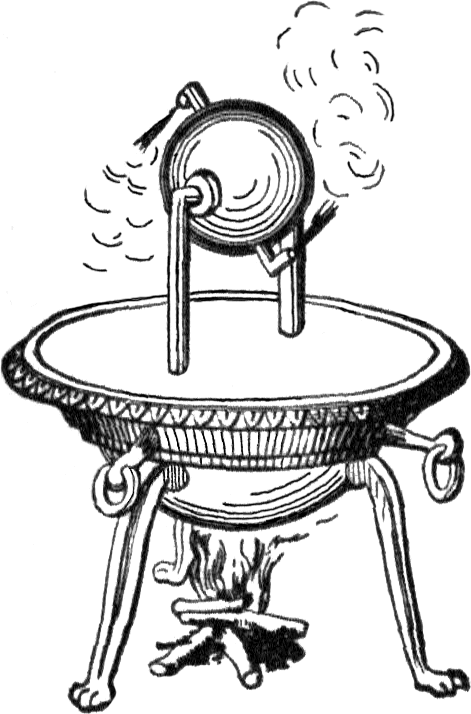
L'éolipyle d'Héron d'Alexandrie.

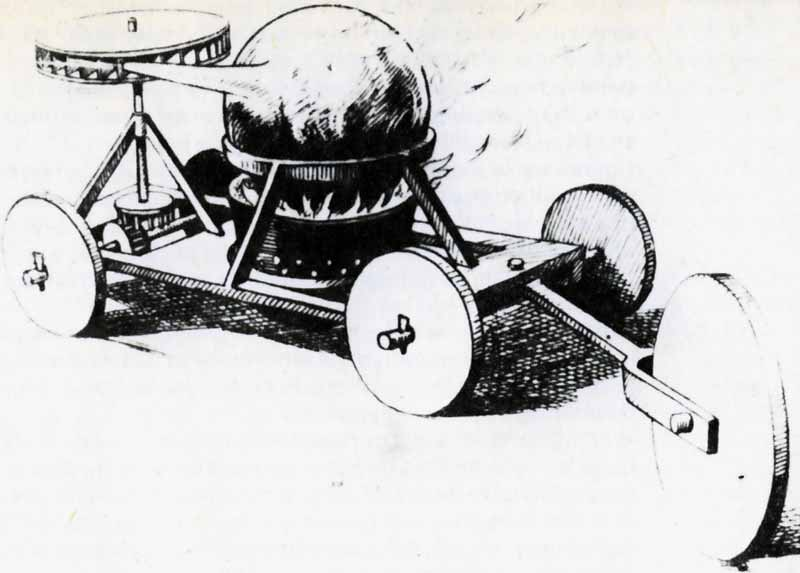
À Pékin en 1672, dessin d'un tout premier prototype de véhicule mû par la vapeur, dessiné par le jésuite en mission Ferdinand Verbiest.

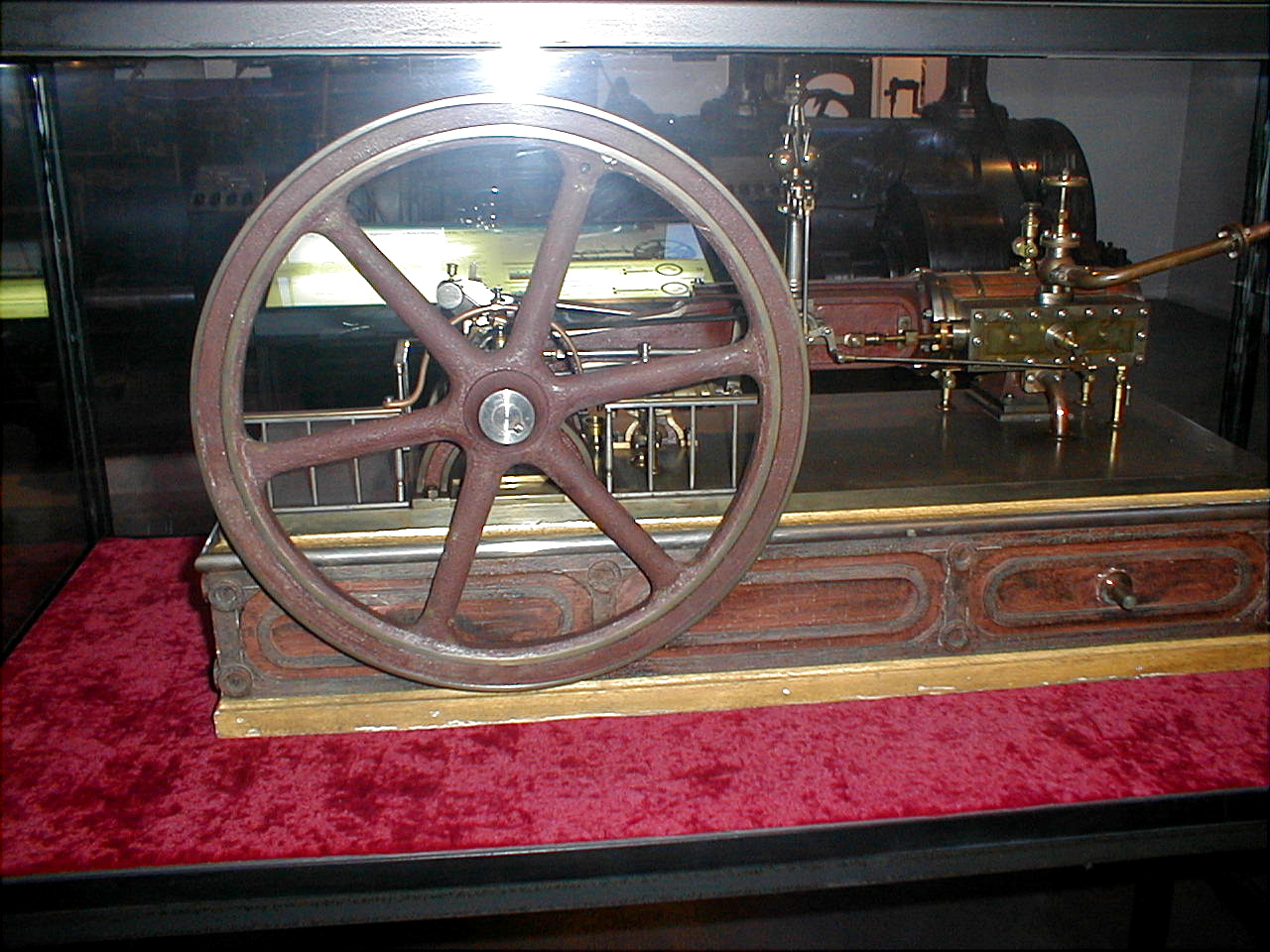
Devant d'une maquette se trouvant au Bois du Cazier.

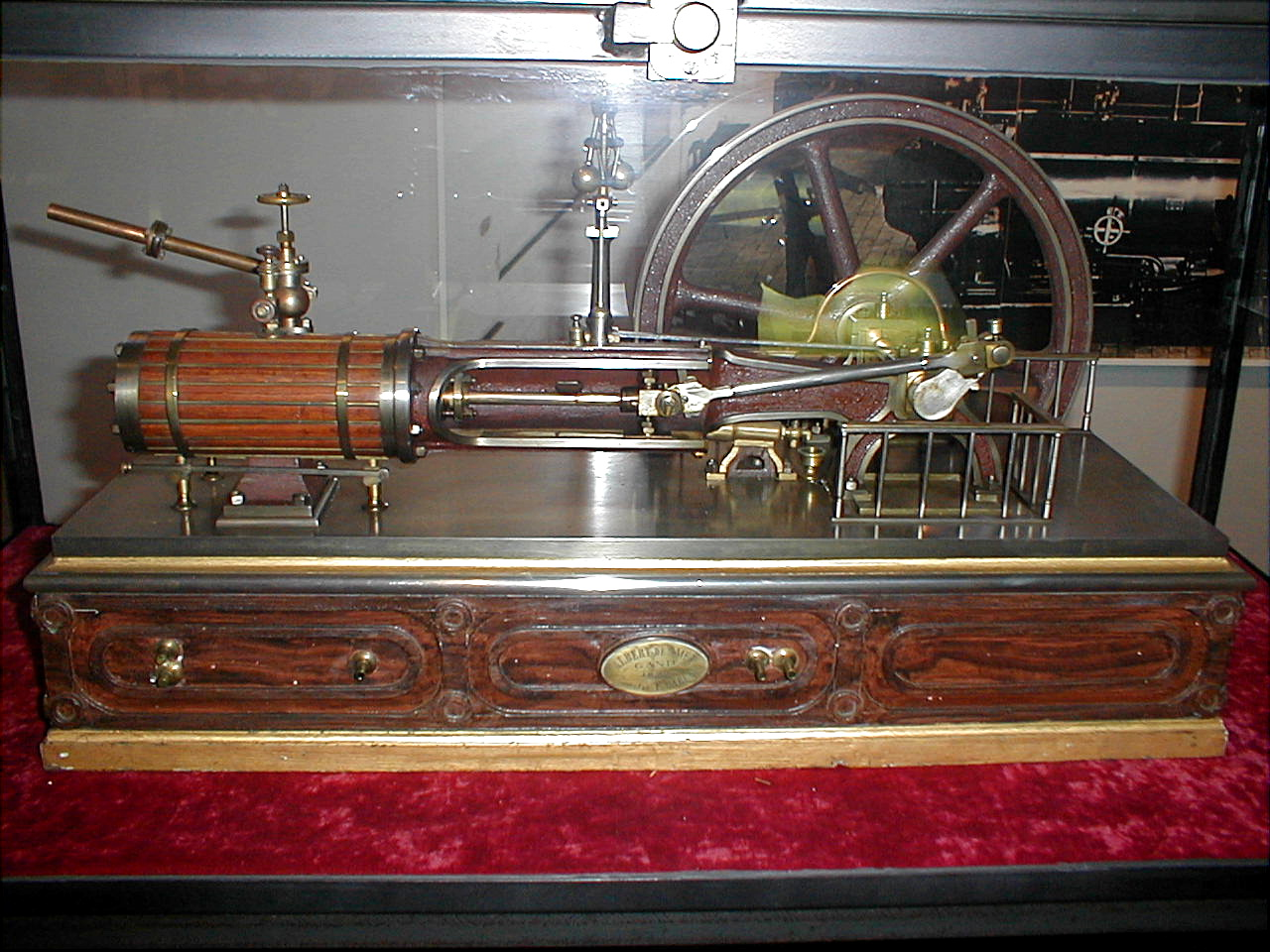
Arrière de la maquette se trouvant au Bois du Cazier.

Machine à vapeur : le mouvement de la biellette qui relie le régulateur centrifuge au papillon d'admission de vapeur est montré ici en mouvement continu. Dans la réalité, la biellette n'est activée que lorsque la machine accélère ou ralentit.

Les premiers travaux sur la vapeur d'eau et son utilisation remontent à l'Antiquité : Héron d'Alexandrie conçut et construisit au Ier siècle son éolipyle qui, bien que considéré comme un jouet du fait de sa faible puissance et de son utilité, n'en était pas moins un moteur à vapeur, à réaction.
Il fallut attendre le XVIIe siècle pour que réapparaisse l'idée d'utiliser la puissance de la vapeur d'eau. En 1601, Giambattista della Porta améliora l'utilisation de la force d'expansion de la vapeur d'eau.[réf. nécessaire]
En 1606, Jerónimo de Ayanz y Beaumont en Espagne, utilisa la vapeur pour propulser un fluide (l'eau accumulée dans les mines) dans une buse en flots continus puis, en 1615, le Français Salomon de Caus décrivit une pompe capable de chasser l'eau d'un récipient.
En 1629, Giovanni Branca suggéra l'idée de moulins mus par la vapeur et, l'année suivante, David Ramseye obtint un brevet pour une pompe mue par un « moteur à feu ».
En 1663, le marquis de Worcester améliora le projet de Caus en équipant la chambre à vapeur d'un condenseur ; dans son atelier de Vauxhall, il fit adapter à cette fin un fût de canon par un artisan saxon, Kaspar Kalthof, mais il mourut avant d'avoir pu mettre ses idées en pratique.
En 1668, le jésuite flamand Ferdinand Verbiest décrivit dans son livre le premier véhicule terrestre mû par un jet de vapeur et une roue à aubes.
En 1679, le Français Denis Papin construit la première chaudière (utilisée comme autocuiseur), fermée par la première soupape. Conscient du potentiel de la vapeur, il propose l'idée du piston, qui donnerait accès à des puissances insoupçonnées jusqu'alors. Son prototype, en 1690, reste inefficace.
En 1698, Thomas Savery déposa un brevet sur une pompe destinée à l'exploitation minière, fonctionnant à la vapeur, directement inspirée des travaux de Edward Somerset. Par la suite, il la perfectionna en collaboration avec Thomas Newcomen, grâce, entre autres, aux travaux de Denis Papin. Un premier modèle commercial fut utilisé dès 1712 dans les mines de charbon, près de Dudley, dans le centre de l'Angleterre. Ces pompes fonctionnaient en produisant un vide dans une chambre fermée où l'on faisait se condenser de la vapeur, grâce à un jet d'eau. Les vannes d'admission et d'échappement, d'abord à commande manuelle, furent automatisées par Henry Beighton (en), en 1718. Ces pompes étaient d'emploi courant dans toutes les mines humides de l'Europe. Elles étaient cependant très coûteuses à l'usage, car leur cylindre devait être réchauffé avant chaque admission de vapeur.

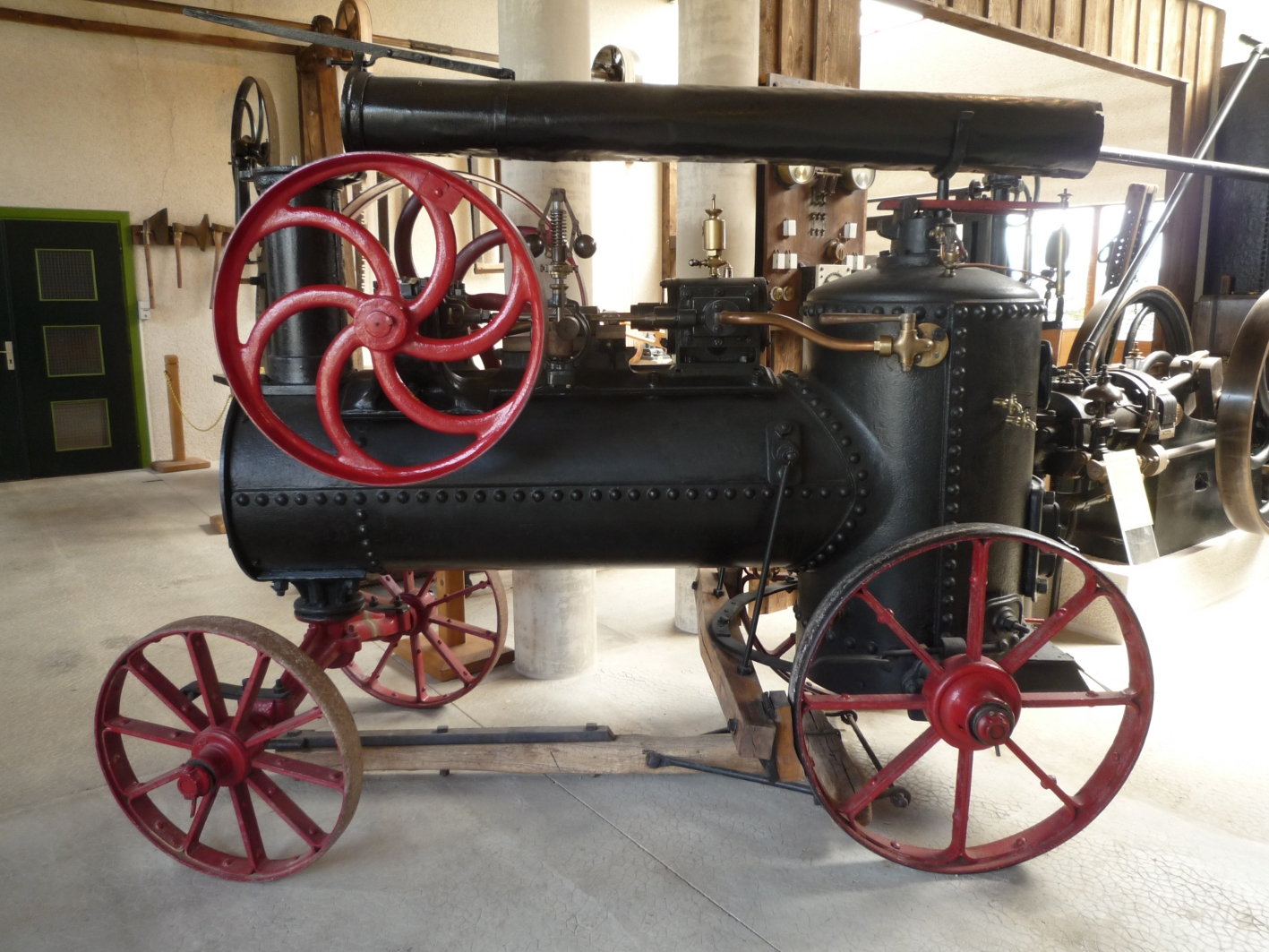
Machine à vapeur Millot.

### Machine à vapeur de James Watt
L'Écossais James Watt (1736-1819) répare un moteur de Thomas Newcomen en 1763 ; il cherche alors des idées d'amélioration pour en augmenter l'efficacité. Ses réflexions débouchent en 1765 sur l'idée d'une chambre de condensation pour la vapeur séparée du cylindre principal par une valve, idée pour laquelle il dépose un brevet en 1769. Il commence alors à produire des moteurs améliorés avec le financement de Matthew Boulton.
En 1765, aux mines d'argent de Barnaoul, le Russe Ivan Polzounov imagine de coupler deux cylindres pour exploiter les cycles compression-détente, et munit son moteur d'un régulateur à flotteur pour maintenir constant le niveau d'eau dans le circuit : c'est le premier régulateur d'une machine à vapeur.
En 1770, le Français Cugnot construisit le premier véhicule automobile terrestre, un fardier, destiné à la traction de pièces d'artillerie. Ce prototype sans postérité utilisait un moteur de type Newcomen. Les performances du véhicule étaient insuffisantes pour un usage opérationnel.
Parallèlement, James Watt continue à chercher des idées pour améliorer son invention et, en 1781, il met au point un système mécanique permettant de créer un mouvement de rotation à partir du mouvement rectiligne du piston, ce qui lui permet ensuite de concevoir le cylindre à double action où la condensation de la vapeur entraîne le piston, lors de sa montée et de sa descente. La puissance de la machine en est fortement augmentée.
Il formalise aussi une utilisation possible en 1784 en déposant un brevet sur une locomotive à vapeur, invente un indicateur de pression de la vapeur dans le cylindre et, en 1788, une valve de puissance pour laquelle il reprend ensuite l'idée de Boulton d'employer un régulateur centrifuge pour rendre la vitesse constante indépendamment des variations de la production de vapeur et des sollicitations de puissance en sortie. Il introduit aussi une nouvelle unité de mesure de la puissance, le cheval-vapeur.
Certains lui reprocheront d'avoir freiné le développement des systèmes à haute pression fonctionnant par l'expansion de la vapeur, auxquels il ne croit pas, mais qui sont prônés par d'autres inventeurs comme Jonathan Hornblower, et qui doivent attendre l'expiration des brevets en 1800, après leur prolongation en 1782. Ce dernier met au point, en 1781, un double cylindre combiné où la vapeur passe d'abord dans un cylindre dans lequel elle pousse le piston avant de passer dans un cylindre fonctionnant selon le principe de la condensation qui équivaut à un système à double action. Mais son invention reste expérimentale, sans application possible du fait des brevets de James Watt, et il faut attendre les apports de Richard Trevithick et de Arthur Woolf en 1803 pour la voir émerger. Combiné à un nouveau type de condenseur conçu par Edmond Cartwright qui enveloppe le cylindre et l'apparition des chaudières produisant de la vapeur à haute pression, cela permet la fabrication de machines compactes et puissantes, nécessaires à une utilisation mobile.

### Machine à vapeur haute pression de Richard Trevithick

Locomotive de Trevithick (1804), premier succès d'une locomotive à vapeur sur rail.

L'ingénieur des mines Richard Trevithick met au point, entre 1797 et 1799, une machine à vapeur haute pression en supprimant le condenseur, avec échappement dans l'atmosphère, ce qui augmente la puissance mais aussi le risque d'explosion. Ces machines deviennent plus compactes et plus simples. Portatives, elles peuvent être installées sur des bateaux, dans des fermes pour battre le blé, dans des moulins ou de petites fabriques. Trevithick oriente rapidement ses machines routières (des locomotives sur route) vers le rail, compte tenu de leur poids et de l'état des routes. Il construit la première locomotive à vapeur sur rails en 1803, la faisant rouler en 1804. Elle peut « remorquer un train de wagons chargé de 10 tonnes de fer et de 70 hommes, parcourant 14 km en quatre heures et cinq minutes. »

### Contexte historique - Machine à vapeur et révolution industrielle
À la fin du XVIIe siècle, les activités minières commencent à être gravement entravées par des problèmes d'inondations. À la suite des recherches scientifiques de Torricelli et Pascal, plusieurs tentatives d'utilisation de la pression atmosphérique, pour extraire l'eau des mines, ont été réalisées. Le moteur Savery, clairement inspiré des investigations scientifiques de l'époque, peut être considéré comme le premier effort réussi dans ce sens. Le moteur est développé dans la période 1695-1702. Sans aucun doute, l'importance historique du moteur Savery réside davantage dans la démonstration des potentialités générales de l'utilisation de la puissance à vapeur que dans ses applications pratiques, même si certains de ces moteurs continuent à être effectivement utilisés pendant plusieurs années.
Ensuite, la machine à vapeur parvient à occuper une place centrale dans l'histoire économique de la révolution industrielle européenne. Aujourd'hui, il est généralement admis que les récits traditionnels du processus d'industrialisation tels que ceux de Rostow (1960) et des Landes (1969) ont tendance à confondre l'importance économique de la machine à vapeur avec sa diffusion précoce, en considérant la diffusion rapide et efficace de cette technologie comme preuve de son importance économique pour l’Europe. Cette vision est aujourd’hui parfois critiquée par certains et jugée incomplète dans le sens où elle ne tient compte que du déploiement des machines à vapeur, au détriment d’aspects tout aussi importants comme le contexte social de l’époque et le besoin de l’industrie de se développer et de trouver de nouvelles méthodes pour améliorer les rendements, vu la demande qui ne cesse de croître.
L'application industrielle de la machine à vapeur de James Watt (présentée ci-dessus) commence à partir de 1775, après que James Watt s'est associé avec Matthew Boulton. Leur démarche de commercialisation est de faire contrat avec un client équipé d'une machine ancienne et de financer le remplacement par une machine de Watt. Watt brevette plusieurs autres inventions comme la machine rotative et surtout la machine à double effet (1783), dans laquelle le cylindre reçoit la vapeur alternativement par le bas et par le haut, ainsi qu'un régulateur à boules ou centrifuge (1788) assurant une vitesse constante au moteur.
La machine à vapeur est ainsi en mesure de remplacer les moteurs hydrauliques, pour l'entraînement d'outils industriels.
Leur déploiement éclair est le résultat d’un mélange de plusieurs paramètres sociaux et historiques : au XVIIe siècle, les prouesses et les découvertes scientifiques et physiques sont de plus en plus importantes et fréquentes, ce qui cause le développement rapide de plusieurs technologies ayant pour but d’améliorer le train de vie de la population ; leurs applications à l’industrie ont comme objectif d’augmenter les performances à moindre coût. La machine à vapeur s’inscrit alors dans ce cadre comme une technologie de pointe pour l’époque, capable de multiplier les performances des usines. L’adoption et l’approbation de la machine à vapeur par une grande partie de la population peut aussi expliquer ce déploiement rapide, grâce notamment au train à vapeur, dont le nombre d’usagers augmente d’une manière exponentielle.
Le développement de ces machines est donc extrêmement rapide : 496 machines à vapeur Boulton et Watt sont en service en Grande-Bretagne en 1800. Le développement de la machine à vapeur est alors l'une des raisons de la précocité économique britannique. En 1830, le Royaume-Uni possède 15 000 de ces machines, la France 3 000 et la Prusse 1 000. La France reste à la traîne dans ce domaine : en 1880, elle ne possède que 500 000 chevaux-vapeur installés contre deux millions au Royaume-Uni et 1,7 million en Allemagne.

## Dénominations et classements[9]

### Selon les applications
- Propulsion de navire
  - Sous-marins militaires
  - Navires militaires
  - Aide au transport marchand (brise-glace)
  - Transport marchand (ULCC)

- Entraînement de machines tournantes
  - Pompes
    - Pompes centrifuges

  - Compresseurs
    - Compresseurs à pistons
    - Compresseurs centrifuges
- Génération d'énergie sur un réseau
  - Entraînement de turbo alternateurs
    - Centrales industrielles
    - Centrales thermiques
    - Centrales solaires/biomasse
    - Centrale nucléaire
    - Réseau électrique de navire

  - Cogénération
  - Cycles combinées

### Par famille

#### Contre-pression
La vapeur en sortie de machine qui va dans un réseau vapeur est supérieur à la pression atmosphérique.

#### Condensation
La vapeur en sortie de machine va dans un condenseur à eau ou à air et la pression est inférieure à la pression atmosphérique.
Avec des variantes selon :
- La vapeur sort par un ou plusieurs étages intermédiaires (soutirage, extraction ou prélèvement)
- De la vapeur est réinjectée dans un étage intermédiaire (injection)

### Par puissance de la machine
- Petite machine, P < 1 MW
- Moyenne machine, 1 MW < P < 50 MW
- Grande machine, P > 50 MW

### Par pression de fonctionnement
- Basse pression, < 1 bar
- Moyenne pression, 1 bar < pression de fonctionnement < 30 bar
- Haute pression, > 30 bar

### Par mode de détente de la vapeur
C'est la manière dont l'énergie de la vapeur va être transférée à l'arbre.
- Action avec roue simple: la détente a lieu dans la partie fixe de la machine (tuyère), la pression est identique des deux côtés des aubes du rotor, ce qui induit une poussée axiale nulle
- Action avec roue multiétagée: identique à l'action avec une roue simple mais avec un rotor multiétagé, la poussée axiale est faible
- Réaction, les aubes du rotor ont une forme qui permet d'utiliser la différence de pression entre les deux côtés afin d'augmenter le moment de rotation du rotor

### Raisons d'utilisation
- Besoin de variation de vitesse
- Besoin de consommation d'énergie fatale (en trop par rapport aux besoins du procédé)
- Besoin de générer un réseau de vapeur sans détente avec une vanne
- Possibilité de créer de la vapeur haute pression à faible coût
- Besoin de puissance très grande (>400 MW)
- Besoin source d'énergie non électrique
- Standardisation parc machine
- Modifier le bilan carbone d'une usine

## Impact socio-économique de la machine à vapeur

### Impact social
Le déploiement des machines à vapeur accélère la mécanisation de l’agriculture et, par conséquent, l’exode rural, ce qui, par contrecoup, crée une main-d'œuvre plus qualifiée employable par le secteur industriel.
En utilisant le nombre de machines à vapeur installées en 1800 comme indicateur synthétique du changement technologique et des statistiques professionnelles pour mesurer les compétences professionnelles, une corrélation positive est établie entre l'utilisation de machines à vapeur et la part de travailleurs qualifiés au niveau des comtés. La variation exogène dans les strates de roches carbonifères (contenant du charbon pour alimenter les moteurs) montre que l'effet était causal.
Si le changement technologique stimule la formation de compétences professionnelles, il a un effet globalement neutre sur la formation de l'enseignement primaire, reflété par les taux d'alphabétisation et de scolarisation, qui n’augmentent pas spécialement pendant cette époque. L’effet ambigu de la révolution industrielle sur la formation du capital humain étaye le discours selon lequel l’industrialisation précoce de l’Angleterre a un effet neutre sur l’enseignement primaire, voire lui nuit. Cela provoque un manque de développement de l'éducation, dans le sens où la société a un intérêt plus important dans les nouvelles opportunités que l’industrie offre, en impulsant la formation des compétences professionnelles formelles au détriment de l’enseignement classique. Mais les effets observés montrent également que les débuts de l'industrie stimulent la formation de compétences professionnelles formelles, en particulier celles spécifiques à l'industrie.

### Impact économique
Les machines à vapeur permettent de simplifier des processus d’extraction et de fabrication.
Un premier exemple est l’extraction du charbon. Ce processus est simplifié et son rendement augmente par l’instauration de machine à vapeur, ce qui a une influence directe sur la baisse du prix du charbon au XVIIe siècle.
L’industrie textile est aussi touchée par les progrès dus à l’instauration de la machine à vapeur, qui permettent de faire fonctionner de nouvelles machines à tisser et favorisent l'activité en atelier. Les fabriques et les manufactures se développent ainsi considérablement, provoquant la ruine des artisans et des entreprises familiales. Tous ces progrès permettent un essor et une productivité sans précédent pour l’industrie du coton. En même temps, la machine à vapeur se développe de plus en plus au sein des industries et remplace peu à peu l’énergie hydraulique.
La métallurgie connaît également des progrès importants, tels que le remplacement du bois par le charbon dans la fonte au coke, ou plus généralement comme combustible.

## Système de mise en marche

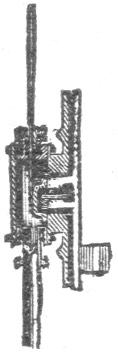
Un tiroir à vapeur.

Par l'intermédiaire d'un système de tiroir de distribution, ouvrant et fermant des lumières, la vapeur d'eau sous pression est envoyée à une extrémité d'un cylindre, où elle pousse un piston. Ce dernier entraîne la bielle qui est articulée dessus et fixée sur le volant d'inertie en un point excentré de son axe de rotation. Son mouvement provoque donc une rotation du volant.
Du volant repart une biellette commandant le tiroir d'admission et d'échappement. Quand le piston arrive au bout du cylindre, la biellette repousse le tiroir :
- dans le cas du cylindre simple effet, le tiroir referme la lumière d'entrée de la vapeur et du même côté ouvre une autre lumière pour laisser s'échapper la vapeur contenue dans le cylindre. Le volant, par l'énergie cinétique accumulée, continue de tourner, repoussant ainsi le piston au point de départ ;
- dans un cylindre à double effet, le tiroir ouvre, en plus, une lumière d'admission pour la vapeur de l'autre côté, elle repousse le piston qui continue sa poussée sur le volant.

Sur ce volant, on place une courroie établissant une liaison élastique avec la poulie d'entrée d'une machine transformant ce mouvement en un travail spécifique. Pour être utilisable industriellement, cette énergie doit le plus souvent être régulée, afin que la vitesse de rotation ne dépende ni des aléas de la chauffe, ni surtout de la sollicitation de puissance en sortie. C'est là qu'intervient le régulateur centrifuge mis au point par James Watt, qui agit directement sur la vanne par laquelle la vapeur arrive de la chaudière.

## Technologie et raffinements
Avec la généralisation de son emploi, la machine à vapeur connaît une série de perfectionnements destinés à améliorer son efficacité et sa puissance, en utilisant les pressions de plus en plus importantes fournies par les chaudières.

### Double action

Machine pédagogique Lego à deux cylindres à double action. Le calage à 90° des deux vilebrequins dispense de volant d'inertie.

La double action inventée par Watt devient d'emploi général, elle permet un gain important de puissance en éliminant la phase où le piston se comporte comme un frein, celui-ci devenant moteur à l'aller comme au retour. Sur les moteurs fonctionnant par l'expansion de la vapeur, il est poussé alternativement par les deux chambres d'expansion qu'il délimite. Le système d'alimentation à tiroir a alors pour rôle de déclencher soit l'alimentation, soit l'échappement pour les deux chambres.

#### Description du fonctionnement
L'arrivée et l'échappement de la vapeur des deux côtés du cylindre sont commandées par le tiroir de distribution (6). Le piston est relié à la crosse qui, par l'intermédiaire de la bielle motrice, transforme le mouvement de va-et-vient en mouvement circulaire. Ce mouvement est transmis à toutes les roues motrices grâce aux bielles d'accouplement. Le réglage du tiroir de distribution pour inverser la marche s'effectue au moyen du volant de commande de la vis de changement de marche (8) qui se trouve dans la cabine de conduite.
Travail de la distribution (modèle de distribution Walschaerts)

C'est par le tiroir (6) que la vapeur est admise dans le cylindre (7) et agit alternativement sur les deux faces du piston. La tige de piston actionne la bielle couplée au train de roues motrices par l'intermédiaire de la crosse articulée (5). Les roues couplées deviennent toutes motrices. Par l'intermédiaire de la contre-manivelle (2) calée à 90° de la manivelle motrice, une bielle fait osciller la coulisse (1) de distribution dans laquelle glisse la bielle de commande de tiroir (3). Couplée au levier d'avance (4)

### Expansion multiple

Animation simplifiée d'un moteur à triple expansion.

Au cours du XIXe siècle, la pression disponible à la sortie des chaudières augmentant, on finit par utiliser plusieurs cylindres de taille croissante, dans lesquels la vapeur passe successivement au fur et à mesure de sa détente. On voit ainsi d'abord les machines à double expansion comme les locomotives compound, puis celles à triple expansion comportant respectivement deux et trois cylindres dénommés cylindre à haute, moyenne et basse pression. L'expansion multiple permet une amélioration significative du rendement des moteurs à vapeur et de l'autonomie des navires.
Les deux ou trois cylindres entraînent un arbre moteur commun ; une variante comporte deux cylindres à basse pression, les quatre cylindres étant alors arrangés dans une configuration en V.
Les machines à expansion multiple sont parfois appelées moteur à pilon.
L'ingénieur écossais William McNaught (en) brevette un moteur à double effet en 1845. Sur le cylindre d'une machine de type Boulton & Watt, il branche un cylindre à haute pression, comprimé par l'autre extrémité du balancier, où l'on fixe normalement la pompe d'eau à actionner. Il en résulte deux effets importants : la force sur le balancier est considérablement réduite et la conduite de vapeur d'eau, par sa longueur, fait fonction d'enceinte d'expansion, élément manquant dans les machines Woolf. Il devient ainsi possible de modifier les machines Watt après-coup, et les machines ainsi modifiées sont dites McNaughted. Les avantages du moteur composé ne deviennent sensibles que pour des pressions supérieures à 7 bars.

### Condensation
Afin d'améliorer le rendement il faut que la source froide soit à une température et une pression la plus basse possible, ce qui est réalisé en ramenant l'eau à son état liquide par condensation. Cette technologie du condenseur est particulièrement importante dans les applications navales et ferroviaires, car elle permet de réutiliser l'essentiel de l'eau par condensation de la vapeur après utilisation dans les cylindres, évitant ainsi d'avoir à emporter de grandes réserves d'eau, comme les réservoirs qui existent sur les installations fixes. L'inconvénient de cette technique est le poids et l'encombrement du condenseur. Les tenders à condenseurs sont surtout utilisés sur des lignes ferroviaires où l'eau est rare ou la distance à parcourir sans arrêt importante.

### Chaudière tubulaire

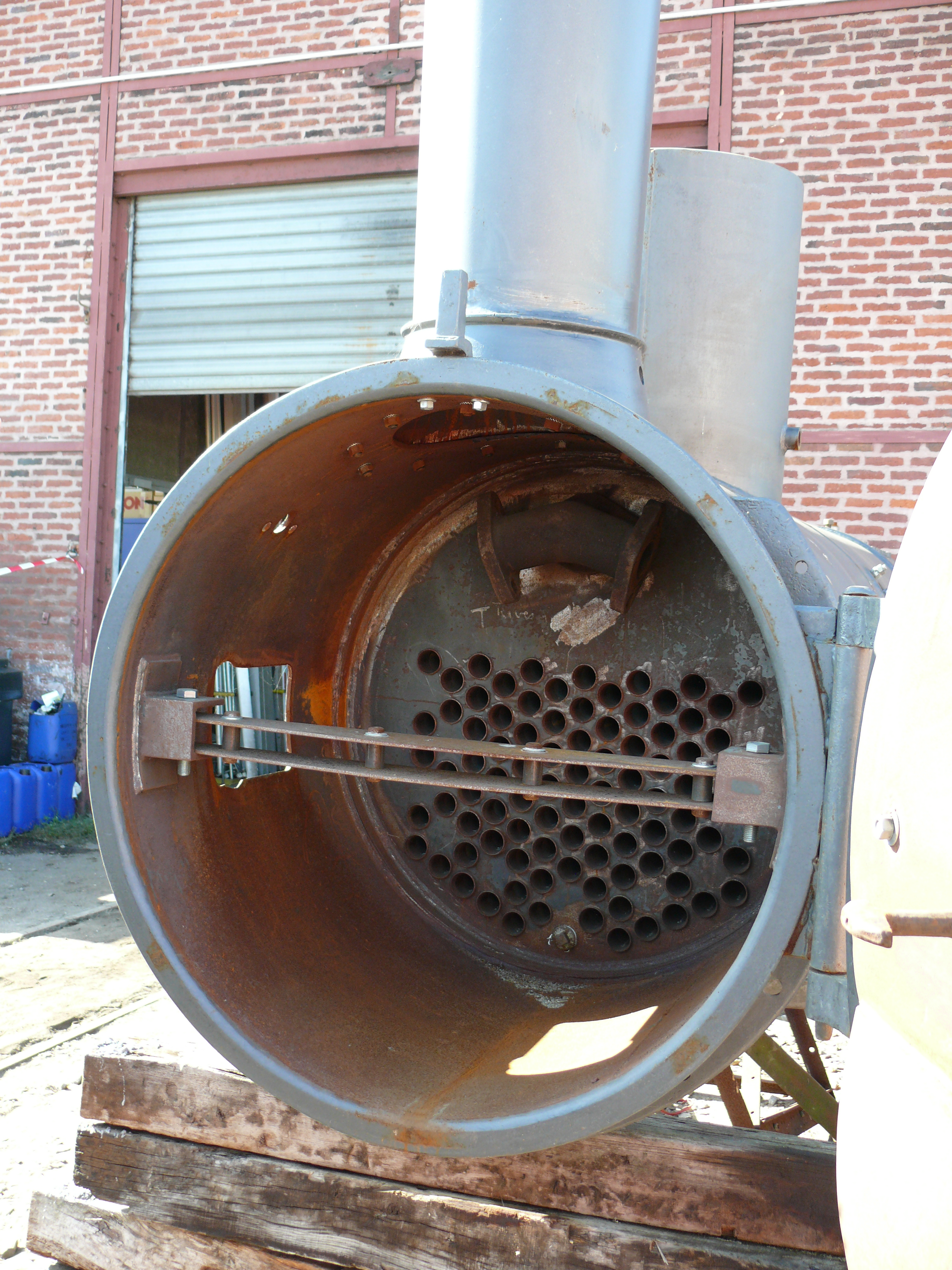
Chaudière tubulaire neuve destinée à la locomotive Pinguely 030T du chemin de fer de la baie de Somme, vue depuis sa boîte à fumée.

Inventée par Charles Dallery vers 1780, la chaudière tubulaire a des tubes pleins d’eau chauffés extérieurement par les gaz brûlants de la chaudière.
En 1824, Marc Seguin choisit de chauffer les tubes par l’intérieur, l'eau étant autour de ceux-ci, multipliant ainsi par six la puissance du moteur. La chaudière tubulaire de Marc Seguin, conçue à l'origine pour équiper un bateau de halage sur le Rhône, trouve sa première application pratique sur la locomotive à vapeur qu'il utilise sur le chemin de fer de Saint-Étienne à Lyon.

### Flot unique

Schéma de fonctionnement d'une machine à vapeur à flot unique

Inventé par Jacob Perkins en 1827, ce modèle se caractérise par l'emploi de soupapes et d'arbre à cames, tout comme les moteurs à explosion, pour la circulation de vapeur : il présente l'avantage d'éviter de faire passer la vapeur chaude et celle détendue par le même emplacement, et aussi d'être plus économe en vapeur.
Du fait que la lumière d'échappement se trouve en fin de course, le piston à flot unique (uniflow) doit recompresser la vapeur résiduelle du cylindre, avec une perte correspondant au défaut de réversibilité. De plus, la recompression de la vapeur résiduelle fait restriction à l'écoulement initial de vapeur dans le cylindre, alors que la troncature de la course au point bas raccourcit le cycle de détente.

### Type rotatif
C'est une variante issue des recherches récentes sur la Quasiturbine.

### Injecteur Giffard

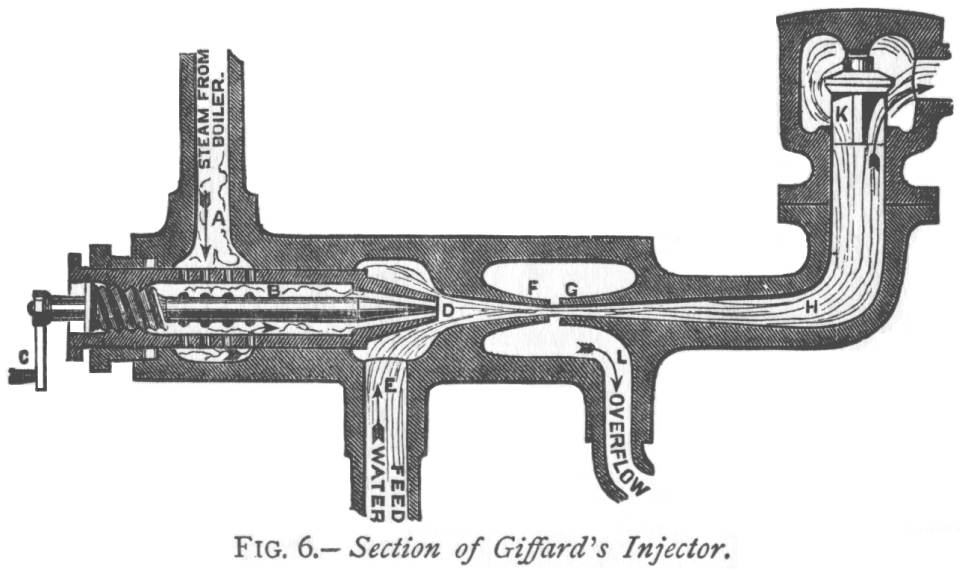
Un injecteur Giffard.

Un des problèmes du moteur à vapeur est d'alimenter la chaudière en eau neuve. Les méthodes traditionnelles font appel soit à un réservoir placé en hauteur, soit à une pompe entraînée par le moteur. Henri Giffard invente en 1858 un injecteur actionné par la vapeur, sans pièce mobile ni perte d'énergie (l'énergie de la vapeur est intégralement récupérée dans l'eau d'admission).